# O Mau Começo
The Bad Beggining (traduzido no Brasil e em Portugal como Mau Começo) é o primeiro livro da série de livros infantis Desventuras em Série, de Lemony Snicket . O romance conta a história de três crianças, Violet, Klaus e Sunny Baudelaire, que ficam órfãs após um incêndio e são enviadas para viver com o Conde Olaf, que tenta roubar sua herança.
O livro foi publicado em 30 de setembro de 1999 pela Scholastic Inc. e ilustrado por Brett Helquist . Um audiolivro foi lançado em 2003 com narração de Tim Curry, várias edições especiais em inglês do livro foram feitas e o livro foi traduzido para diversos idiomas diferentes. Há um filme baseado na série estrelado por Jim Carrey e uma minissérie de TV da Netflix estrelada por Neil Patrick Harris .

## Sinopse
Violet Baudelaire tem quatorze anos e adora criar invenções fantásticas; Klaus Baudelaire tem doze anos e é um leitor compulsivo; Sunny Baudelaire é uma bebê e tem quatro dentes salientes surpreendentemente grandes e afiados, com os quais ela adora morder. Enquanto estão na Praia de Sal, o banqueiro Sr. Poe conta que seus pais morreram em um incêndio que destruiu sua mansão. Ele os coloca aos cuidados do Conde Olaf, considerado um parente distante, embora as crianças nunca tenham ouvido falar dele antes. A casa em ruínas de Olaf é imunda e coberta de imagens desconcertantes; há uma torre na qual os Baudelaire foram proibidos de entrar. O Conde Olaf é desagradável, irrita-se facilmente e obriga as crianças a realizar tarefas odiosas. Fica claro que o Conde Olaf está planejando roubar a fortuna dos Baudelaire. O único consolo que as crianças encontram é passar tempo com sua vizinha, a juíza Justice Strauss.
Nos poucos dias seguintes, Olaf mantém os Baudelaire ocupados, forçando-os a limpar sua casa. Os Baudelaire discordam, mas não ousam objetar. Um dia, os Baudelaire recebem a tarefa de preparar o jantar para Olaf e sua trupe de teatro. A trupe é composta por as duas mulheres de cara branca, o homem das mãos de gancho, o homem careca de nariz comprido e uma pessoa andrógina. Os irmãos fazem macarrão a puttanesca, mas quando Olaf chega, ele exige rosbife. As crianças lembram a ele que ele nunca pediu para elas fazerem rosbife, e Olaf fica bravo, levanta Sunny no ar e dá um tapa no rosto de Klaus depois que Klaus conta a todos que o Conde Olaf deu a eles apenas uma cama e uma pilha de pedras para os três dormirem e brincarem.
Depois de alguns dias, Olaf força os Baudelaire a participar de uma peça escrita por "Al Funcoot"(traduzido incorretamente como Ivon Cult) chamada "O Casamento Maravilhoso", forçando Violet a desempenhar o papel de sua noiva. Depois de levar um livro da biblioteca de Strauss, Klaus percebe que o casamento na peça será legalmente vinculativo, o que significa que Olaf ganhará o controle da fortuna deles. Ele confronta Olaf, que manda um de seus associados colocar Sunny em uma gaiola, pendurada do lado de fora da janela de sua torre. Ele ameaça matá-la se Klaus e Violet não seguirem seu plano. Violet constrói um arpéu de escalada improvisado e o usa para escalar a torre. Ela encontra o homem de mãos de gancho (um membro da trupe de teatro de Olaf) esperando para capturá-la. Klaus é levado até a torre e eles ficam trancados juntos no quarto até a peça começar.
Depois que Violet assina o documento de casamento, Olaf interrompe para dizer ao público que o casamento deles era legalmente vinculativo. Justice Strauss e o Sr. Poe ambos objetam, mas admitem que a lei exige que eles entreguem a fortuna dos Baudelaire a Olaf. Violet interrompe para declarar que o casamento não era juridicamente vinculativo, pois ela assinou com a mão esquerda, apesar de ser destra, e o texto é "mão de escrita". A juíza Strauss concorda que isso invalida o casamento. Antes que Olaf possa ser preso por prender Sunny, um de seus associados apaga as luzes do teatro e ele consegue escapar. A juíza Justice Strauss diz aos Baudelaire que está disposta a adotá-los; no entanto, o Sr. Poe diz que isso iria contra a vontade dos pais, já que a juíza Strauss não é parente deles. Ele os leva de volta para sua casa até que possa encontrar outro guardião para eles.

## Recepção crítica
Em 2012, a School Library Journal nomeou O Mau Começo como o 48º melhor romance infantil. Kirkus Reviews observou o tom desconfortavelmente macabro do romance, alertando que, como "as crianças Baudelaire são personagens verdadeiramente simpáticas", o romance "não é para os sensíveis". Catherine Pelosi, da Kids' Book Review, respondeu positivamente a The Bad Beginning, descrevendo-o como "emocionante, bem-humorado e apropriadamente sombrio".

## Edições especiais

### O Mau Começo: Edição Rara
O Mau Começo: Edição Rara (ISBN 0-06-051828-6 ) foi publicado pela HarperCollins em 23 de setembro de 2003. Além de uma caixa, nova capa e ilustrações adicionais, esta edição contém um décimo quarto capítulo repleto de notas do autor, muitas das quais prenunciam eventos posteriores da série ou fornecem informações excessivamente detalhadas sobre os eventos do próprio O Mau Começo.

### The Bad Beginning; or, Orphans!
The Bad Beginning; or, Orphans! é uma edição bolsilivro de O Mau Começo projetada para imitar uma penny dreadful vitoriana. Foi lançado em 8 de maio de 2007. O livro apresenta uma nova capa colorida, sete novas ilustrações e a primeira parte de um suplemento serial intitulado The Cornucopia Cavalcade, que nesta edição inclui a primeira de uma história em quadrinhos de 13 partes intitulada The Spoily Brats, juntamente com uma página de anúncios falsos da era vitoriana, ambos produzidos por Michael Kupperman ; uma coluna de conselhos escrita por Lemony Snicket, juntamente com uma página listando todas as entradas em Uma série de eventos infelizes (alguns dos quais são fictícios); a primeira parte de uma história intitulada Q: A Psychic pstory of the psupernatural por Stephen Leacock .

### Outras edições especiais
Mais duas edições de O Mau Começo foram publicadas em inglês pela Egmont Publishing em 1º de outubro de 2003 — The Bad Beginning: Special Edition (ISBN 1-4052-0725-6 ) e The Bad Beginning: Limited Edition (ISBN 1-4052-0726-4 ). Eles vêm em um formato maior e contêm três placas de arte colorida redesenhadas a partir da edição original do livro e duas placas de nova arte colorida. A edição limitada é encadernada em couro e contida em uma caixa, semelhante à edição rara, e cada cópia foi assinada por Daniel Handler. Há também uma nova "Short-Lived Edition", lançada para venda geral em 14 de junho de 2012.

## Audiolivro
Duas versões em audiolivro deste romance foram lançadas. A primeira versão foi lançada em setembro de 2003. Foi lido por Tim Curry e contou com Daniel Handler, sob o pseudônimo de Lemony Snicket, que leu uma parte, Uma conversa entre o autor e Leonard S. Marcus, que ganhou um "Earphones Award" no AudioFile, que descreveu o audiolivro como "fabulosamente engraçado" e elogiou a conversa envolvendo Handler.
A segunda versão foi lançada em outubro de 2004, após o lançamento do filme Desventuras em Série de Lemony Snicket . Este audiolivro com elenco multi-voz foi narrado por Tim Curry e contou com Jim Carrey, Meryl Streep e Jude Law . Esta versão também incluiu efeitos sonoros e uma trilha sonora. Esta edição de O Mau Começo foi finalista do Audie Awards para títulos infantis para maiores de 8 anos em 2005, e indicada ao Grammy Award de Melhor Álbum de Palavra Falada para Crianças em 2005. A AudioFile deu uma crítica positiva ao audiolivro, embora tenha declarado que "o elenco de sete pessoas a princípio soa conscientemente formal até que se percebe que a atuação deve ser tão educada quanto a escrita inteligente".

## Adaptações

### Televisão
O livro foi adaptado nos dois primeiros episódios da primeira temporada da série de televisão produzida pela Netflix. 

### Filme
Elementos de O Mau Começo foram apresentados na adaptação cinematográfica de 2004 dos três primeiros livros da série, Desventuras em Série de Lemony Snicket